# Clint Eastwood (singel)
Clint Eastwood – pierwszy singel zespołu Gorillaz wydany 5 marca 2001, piosenka pochodzi z pierwszego albumu zespołu.
Piosenka jest miksem muzyki elektronicznej, trip-hopu oraz rocka wraz z tematem muzycznym z filmu Dobry, zły i brzydki. Tytuł to imię i nazwisko aktora, który grał główną rolę w tym filmie.

## Lista utworów
- CD

1. "Clint Eastwood"
2. "Clint Eastwood" (Ed Case and Sweetie Irie refix)
3. "Dracula"
4. "Clint Eastwood" (enhanced video section)

- płyta winylowa

1. "Clint Eastwood"
2. "Clint Eastwood" (Ed Case refix edit)
3. "Clint Eastwood" (Phi Life Cypher remix)

- MC

1. "Clint Eastwood"
2. "Clint Eastwood" (Ed Case and Sweetie Irie refix)
3. "Dracula"